# Барисан
Бариса́н либо Бари́сан, также Буки́т-Барисан (индон. Bukit Barisan) — горный хребет на индонезийском острове Суматра. Длина хребта около 1700 км, он протянут практически по длине всего острова вдоль его западного побережья от Ачеха на севере до Лампунга на юге. В его составе десятки вулканов, из которых не менее 35 — действующие. Возраст хребта оценивается примерно в 70 млн лет. В основном покрыт джунглями. 
Название Букит-Барисан в переводе с индонезийского означает «ряд холмов», буквально «холмы, образующие ряд» (индон. bukit — «холм», barisan — «ряд»).

## География
Ландшафт состоит преимущественно из густо заросших лесом вулканов, многие из которых все ещё активны, и включает в себя самый высокий вулканический пик Индонезии — Керинчи, высотой 3800 метров.
На склонах Барисана расположены озёра Тоба и Гунунг-Туджу. Есть также водопады, горячие источники, дымящиеся фумаролы, а также сложные системы пещер.
На хребте берёт начало ряд рек, крупнейшей из которых являются Хари и Индрагири.

## Флора и фауна
На территории Барисана расположены три национальных парка, которые вместе известны как Девственные влажно-тропические леса Суматры, в которых произрастает более 10000 видов растений, среди которых самый большой цветок в мире — Раффлезия Арнольда и самый высокий цветок Аморфофаллус титанический. Также здесь обитают более 200 видов животных, из которых 22 — азиатские и не живут больше нигде в Индонезии, и ещё 15 встречаются только в Индонезии. Здесь также более 600 видов птиц, 21 из которых эндемичны.